# Tormod Knutsen
Tormod Kåre Knutsen (7. ledna 1932, Eidsvoll – 23. února 2021, Eidsvoll) byl norský sdruženář (závodník v severské kombinaci).
Získal dvě olympijské medaile, zlatou z her v Innsbrucku z roku 1964 (K95/15 km) a stříbrnou z předchozích her ve Squaw Valley, jež se konaly roku 1960 (K95/15 km). Jeho nejlepším výsledkem na mistrovství světa bylo čtvrté místo z roku 1962. Začínal jako skokan na lyžích, k severské kombinaci přešel v roce 1954, během vojenské služby, inspirován k tomu sdruženáři Gunderem Gundersenem a Sverre Stenersenem. Roku 1964 ukončil závodní kariéru. Toho roku vydal i autobiografii nazvanou I hopp og løype (Ve skocích a stezkách).